# Бурхала
Бурхала (рос. Бурхала) — селище міського типу в Ягоднинському районі Магаданської області.
Населення — 189 осіб (2014).

## Географія
Географічні координати: 62°39' пн. ш. 149°06' сх. д. Часовий пояс — UTC+10.
Відстань до районного центру, селища Ягодне, становить 33 км, а до обласного центру — 556 км. Через селище протікає однойменна річка.

## Історія
Назва селища походить від найменування річки, з евен. Бургали — «зарості тополі на березі річки». У 1932 році на березі річки працювала гелого-пошукова партія, яка виявила перше золото. У 1940 році тут утворена копальня «Бурхала» — одна з найстаріших на Колимі. Першим начальником призначений В. І. Сергєєв.
Статус селища міського типу — з 1956 року.
З 1989 року після початку реорганізації на копальні «Бурхала» на різних її ділянках було створено декілька артелей.
На початку 1990-х років у селищі продовжували працювати середня школа, дитячий садок, їдальня, гуртожиток-готель, клуб, дві котельні, торгово-комерційне підприємство, до якого входило п'ять магазинів.

## Населення
Чисельність населення за роками:
| 1959 | 1970 | 1979 | 1989 | 2002 | 2010 | 2014 |
| ---- | ---- | ---- | ---- | ---- | ---- | ---- |
| 2793 | 1122 | 1437 | 1827 | 571  | 272  | 189  |

За даними перепису населення 2010 року на території селища проживало 272 особи. Частка чоловіків у населенні складала 52,9% або 144 особи, жінок — 47,1% або 128 осіб.

## Відомі люди
- Устинов Дмитро Юхимович (1920—2014) — Герой Соціалістичної Праці, працював начальником зміни на копальні «Бурхала».